# Natriumdodecylpoly(oxyethylen)sulfat
Natriumdodecylpoly(oxyethylen)sulfat (Natriumlaurylethersulfat; englisch sodium laureth sulfate, SLES) ist ein Ethersulfat, die ethoxylierte Form von Natriumlaurylsulfat und zählt zu den anionischen Tensiden. Übliche Handelsformen sind wässrige Zubereitungen mit 70 % (pastös) oder 28 % (flüssig) waschaktiver Substanz. Der Name wird auf Kosmetikartikeln gemäß INCI in der englischen Form angegeben.

## Darstellung
Dodecanol wird zunächst mit Ethylenoxid umgesetzt. Die Anzahl der Oxyethyleneinheiten liegt üblicherweise bei ca. 2. Anschließend wird mit Schwefeltrioxid sulfatiert. Dabei entsteht als Nebenprodukt gesundheitsschädliches 1,4-Dioxan.
Das Produkt mit zwei Oxyethyleneinheiten, Natrium-2-(2-dodecyloxyethoxy)ethylsulfat („Sodium Laureth Sulfate Glycol“), ist als haut- und augenreizend eingestuft.

## Verwendung
Natriumlaurylethersulfat ist ein starkes öl- und fettlösendes Reinigungsmittel. Durch seine zusätzlich schäumende Eigenschaft wird SLES in vielen Körperhygieneprodukten, aber auch zur Herstellung von Schaumbeton, als Schaumbildner und als Fettlöser verwendet. SLES wird in Zahnpasten, Shampoos, Kosmetika, Duschgels, Flüssigseifen etc. eingesetzt. Die Schaumbildung wird – wohl weil Seife schäumt – von Kunden gemeinhin mit der Reinigungswirkung assoziiert, was SLES gegenüber nicht schäumenden Tensiden ökonomisch vorteilhaft macht, da kein zusätzlicher Schaumbildner (mit dann rein optischer Wirkung) nötig ist. Die Verwendung ist derart verbreitet, dass manche Produkte inzwischen als „SLES-frei“ beworben werden, teilweise wohl aufgrund der tatsächlichen oder vermeintlichen negativen Auswirkungen des Gebrauchs von SLES (siehe nächster Abschnitt).

## Gefahrenhinweise
SLES gilt als hautreizend und kann zu einer Austrocknung der Haut führen. Dies geht unmittelbar auf die – ansonsten erwünschte – fettlösende Wirkung zurück. Für die SLES gelegentlich unterstellte karzinogene (krebserregende) Wirkung liegen keine wissenschaftlichen Belege vor. Gegebenenfalls bedenklich ist eine Kontamination mit 1,4-Dioxan, welches bei der Herstellung als Zwischenprodukt anfällt und teilweise im Endprodukt nachweisbar ist.